# 엘 페카도 데 오유키
《엘 페카도 데 오유키》(스페인어: El pecado de Oyuki)은 1988년 방영된 멕시코의 텔레노벨라이다.